# Polystichtis argenissa
Polystichtis argenissa är en fjärilsart som beskrevs av Stoll 1790. Polystichtis argenissa ingår i släktet Polystichtis och familjen Riodinidae. Inga underarter finns listade i Catalogue of Life.